# Hoofdcommissaris Cardon
Cardon is een personage uit de boeken van Pieter Aspe.
Hij is de schoonzoon van Roger De Kee en neemt eventjes diens plaats in als leider van het Brugse politiekorps. Na enkele verhalen verdwijnt Cardon weer van de scène en maakt De Kee tot het 20ste boek "Rebus" de dienst uit.